# Municipio de Wright (Dakota del Sur)
El municipio de Wright (en inglés: Wright Township) es un municipio ubicado en el condado de Tripp en el estado estadounidense de Dakota del Sur. En el año 2010 tenía una población de 13 habitantes y una densidad poblacional de 0,19 personas por km².

## Geografía
El municipio de Wright se encuentra ubicado en las coordenadas 43°11′55″N 100°10′35″O / 43.19861, -100.17639. Según la Oficina del Censo de los Estados Unidos, el municipio tiene una superficie total de 68.29 km², de la cual 68,18 km² corresponden a tierra firme y (0,16 %) 0,11 km² es agua.

## Demografía
Según el censo de 2010, había 13 personas residiendo en el municipio de Wright. La densidad de población era de 0,19 hab./km². De los 13 habitantes, el municipio de Wright estaba compuesto por el 100 % blancos. Del total de la población el 0 % eran hispanos o latinos de cualquier raza.